# Łąki (województwo lubelskie)
Łąki – wieś w Polsce położona w województwie lubelskim, w powiecie puławskim, w gminie Wąwolnica.
W latach 1975–1998 miejscowość należała administracyjnie do ówczesnego województwa lubelskiego.
Wieś stanowi sołectwo gminy Wąwolnica. Według Narodowego Spisu Powszechnego z roku 2011 wieś liczyła  mieszkańców.
| SIMC    | Nazwa             | Rodzaj    |
| ------- | ----------------- | --------- |
| 0999216 | Wąwolnica-Kolonia | część wsi |

Wąwolnica-Kolonia była do 2024 częścią Wąwolnicy. Wraz z odzyskaniem statusu miasta przez Wąwolnicę 1 stycznia 2025 i określeniem granic miasta Wąwolnica-Kolonia nie weszła w skład miasta, stając się częścią wsi Łąki.
Wierni Kościoła rzymskokatolickiego należą do parafii św. Wojciecha w Wąwolnicy.